# 박희영 (골프 선수)
박희영(朴喜映, 1987년 5월 24일 ~ )은 대한민국의 골프 선수이다.

## 초기 경력
한영외국어고등학교, 연세대학교를 나왔으며 고등학교 재학 시절부터 아마추어 골프 선수로 활동했다. 2002년에 열린 한국 여자 아마추어 골프 선수권 대회에서 준우승을 차지했고 2003년에는 용인대 총장배 골프 선수권 대회, 명지대 총장배 골프 선수권 대회에서 우승을 차지했다.
2004년에는 하이트컵 오픈에서 우승을 차지했으며 2005년 5월에 이수건설이 창단한 브라운스톤 골프단에 입단하면서 프로 골프 선수로 전향했다. 2005년에 열린 KLPGA 투어 파브 인비테이셔널에서 우승을 차지했고 푸켓 태국 여자 마스터스, LPGA 투어 CJ나인브릿지 클래식에서 준우승을 차지했다. 2005년에는 한국 여자 프로 골프 협회 신인상을 수상했고 2006년에는 휘닉스파크 클래식, 레이크힐스 클래식, 타이완 여자 프로 골프 투어 로열 오픈에서 우승을 차지했다.

## LPGA 투어
2007년에 LPGA 퀄리파잉 스쿨에서 3위를 차지하면서 2008년에 LPGA에 입회했다. 2008년 5월에는 하나금융그룹 골프단과의 계약을 체결했다. 2009년에 열린 혼다 LPGA 타일랜드에서는 1라운드에서 79타를 기록한 상황에서 부상을 당했지만 2라운드에서 64타, 3라운드에서 69타, 4라운드에서 65타를 연달아 기록하면서 로레나 오초아에 이어 준우승을 차지하게 된다. 2009년 미즈노 클래식에서는 준우승을 차지하게 된다.
2011년에 열린 세이프웨이 클래식에서 3위를 차지했고 2011년 11월 20일에 열린 CME 그룹 타이틀 홀더스에서 폴라 크리머, 잔드라 갈을 누르고 사상 첫 LPGA 투어 우승을 차지하게 된다. 2011년 12월 6일에는 한국여자프로골프 대상 시상식에서 유소연과 함께 파코메리 해외 특별상을 수상했다. 2013년에 열린 숍라이트 클래식에서 3위를 차지했고 2013년에 열린 리코 위민스 브리티시 오픈에서 준우승을 차지했다.
2013년 7월에 캐나다에서 열린 매뉴라이프 파이낸셜 클래식에서 연장전까지 가는 접전 끝에 앤절라 스탠퍼드와 함께 72홀에서 26언더파 258타를 기록했는데 연장 3차전에서 버디를 기록하면서 우승을 차지하게 된다. 2015년 노스 텍사스 슛아웃에서는 준우승을 차지했고 2017년에 열린 맥케이슨 뉴질랜드 여자 오픈에서 3위를 차지했다. 2018년 7월에는 이수그룹 골프단과 2년 계약을 체결했다.

## 사생활
박희영의 여동생인 박주영도 골프 선수로 활약했다. 박주영은 2008년에 프로 골프 선수로 데뷔했고 2011년부터 KLPGA 골프 선수로 활약했다. 박주영은 2014년 LPGA 퀄리파잉 스쿨에서 공동 11위를 기록하여 LPGA에 입회했다.